# レジェンド (新日本プロレス)
レジェンド（LEGEND）は、かつて新日本プロレスの興行において活動していたプロレスのユニットである。

## 略歴
2007年8月11日のG1 CLIMAXの公式戦式戦終了後、蝶野正洋がマイクを持ち「この指に止まるヤツが5人いる」と言い、長州力、獣神サンダー・ライガー、スーパー・ストロング・マシン、越中詩郎をリング上に呼び込んだ（5人とマイクしたが、自分も含めていたのか集まったのは4人）。そして「新日本の歴史はこの5人に作られたんだ。このリング、新日本の大黒柱は俺ら5人が作る。ここは俺ら5人の独壇場だ!」とアピールし、新軍団結成の運びとなった。ユニットの名称の発表は無かったがメンバー全員が蝶野の言葉通り新日本で一時代を築いたレスラーであるためマスコミは「レジェンド」と呼び、それがそのままユニット名となった。
8月26日にはAKIRAが新メンバーとして合流した。
なお、蝶野・長州・マシンはシリーズスポット参戦が多いために他のユニットとの抗争は展開しづらく、またG・B・HやCHAOSなどのヒールユニットの巨大化のために新日本隊と共闘することも多い。
2010年に入り発起人の蝶野正洋が退団のため離脱、これを機にグループとしての活動が全くなくなる。
公式サイトよりレジェンド軍が削除され、解散状態となる。残りのメンバーは本隊入りとなっている。

## メンバー
サポートメンバーを含め全員がかつて一時代を築いたまさに「レジェンド」と呼ぶに相応しいレスラーである。
- 蝶野正洋 - 2010年1月末をもって新日本との契約を解消、フリーとなり戦線離脱したため、ユニットが終息。
- 獣神サンダー・ライガー - 終息後は本隊へ合流。
- 長州力（リキプロ） - 終息後は新日本に不定期参戦していたが、レジェンド・ザ・プロレスリング発足後は参戦せず。
- スーパー・ストロング・マシン - 終息後は本隊へ合流し、後に青義軍に加入。
- 越中詩郎（フリーランス） - ハッスル参戦のために離脱。
- AKIRA（フリーランス） - 終息後は新日本に不定期参戦していたが、後にSMASH査定官役。

サポートメンバー
- 藤波辰爾（ドラディション）
- 初代タイガーマスク（リアルジャパンプロレス）
- 天龍源一郎（フリーランス）
- カート・アングル（TNA）
- ケビン・ナッシュ（同上）
- テリー・ファンク
- ザ・グレート・カブキ（フリーランス） - 2008年8月26日、対戦相手のG・B・Hのセコンドについたが、レジェンド軍を助太刀する

## タイトル歴
IWGPジュニアタッグ王座
- 第20代 - 獣神サンダー・ライガー/AKIRA組